# 瑜伽行唯識学派
瑜伽行唯識学派（ゆがぎょうゆいしきがくは）は大乗仏教の学派のひとつで、唯識の教学を唱導した学派である。
唯識瑜伽行派、唯識派（梵: विज्ञानवाद, Vijñānavāda, ヴィジュニャーナヴァーダ、Vijñapti-mātra(tā),  ビジュニャプティ・マートラ(ター)、Cittamātra, チッタマートラ）、瑜伽行派 (梵: योगाचार, Yogācāra, ヨーガーチャーラ）とも言う。
ヨーガ（＝瑜伽（ゆが））の実践の中に唯識の体験を得、教理にまとめた。
とりあえず心（識）だけは仮に存在すると考え、深層意識の阿頼耶識が自分の意識も外界にあると認識されるものも生み出していると考え（唯識無境）、最終的には阿羅耶識もまた空であるとする（境識倶泯）。

## 沿革
弥勒（マイトレーヤ）を祖とし、無著（アサンガ）・世親（ヴァスバンドゥ）が教学を大成した。のち、論理学を完成した陳那（ディグナーガ）、『成唯識論』の思想を展開した護法（ダルマパーラ）などが出ている。
瑜伽行派は、インド大乗仏教史上、空を説く中観派とともに二大思潮を形成したが、6-7世紀頃から中観派との間によく論争が行われるようになり、一方、教学上の統合の動きもあった。後代にはインド一般には「唯識派」と呼ばれた。
東アジアには唐時代に玄奘（三蔵法師）の仏典請来により体系がもたらされ、唯識を元に法相宗が立てられた。日本へは奈良時代に伝来した。興福寺、薬師寺に伝わっている。

## 主な系譜
| 初期 | - マイトレーヤ（弥勒、270-350年頃）：『瑜伽師地論』（漢訳説）、『現観荘厳論』、『大乗荘厳経論』（チベット説）、『中辺分別論』、『法法性弁別論』、『究竟一乗宝性論』（チベット説） | - マイトレーヤ（弥勒、270-350年頃）：『瑜伽師地論』（漢訳説）、『現観荘厳論』、『大乗荘厳経論』（チベット説）、『中辺分別論』、『法法性弁別論』、『究竟一乗宝性論』（チベット説）                            |
| 初期 | - アサンガ（無著（無着）、310-390年頃）：『瑜伽師地論』（チベット説）、『大乗荘厳経論』（漢訳説）、『摂大乗論』、『顕揚聖教論』、『大乗阿毘達磨集論』、『順中論』                 | - ヴァスバンドゥ（世親（天親）、320-400年頃）： 『唯識二十論』『唯識三十頌』『十地経論』『大乗成業論』『大乗五薀論』『大乗百法明門論』『仏性論』『倶舎論』『無量寿経優婆提舎願生偈』                         |
|      | 無相唯識派 | 有相唯識派 |
| 中期 | 唯識十大論師 - グナマティ（徳慧） - スティラマティ（安慧、510-570年頃）： - （真諦 → 摂論宗）                                                                                     | - ディグナーガ（陳那、480-540年頃）： 唯識十大論師 - アスヴァバーヴァ（無性） - ダルマパーラ（護法、6世紀）：『成唯識論』 - シーラバドラ（戒賢） - （玄奘三蔵 → 法相宗） - ダルマキールティ（法称、7世紀）： |